# الكلية التقنية بتبوك
الكلية التقنية بتبوك إحدى الكليات التقنية التابعة للمؤسسة العامة للتدريب التقني والمهني في المملكة العربية السعودية. تأسست عام 1421. ترتكز مهمتها العلمية على إعداد متدربين لسوق العمل، وتستقطب في برامجها خريجي وخريجات الثانوية العامة والحاصلين على دبلوم المعاهد الصناعية الثانوية.

## خلفية
اقتصر إنشاء الكلية التقنية بتبوك على بناء مبنى صغيرًا يطل على طريق المدينة المنورة، ثم تطور الإنشاء في 2004 حتى أصبحت عدة مبانٍ منظمة على طريق محافظة ضبا، تتضمن الآن مايزيد عن 1800 طالب و100 موظف.

### البرامج العلمية في الكلية
ويحتوي كل برنامج منها على عدة تخصصاتٍ دقيقةٍ.
- التقنية الإدارية (محاسبة - إدارة مكتبية).
- التقنية الكهربائية (القوى كهربائية - الطاقة المتجددة).
- التقنية الإلكترونية (إلكترونيات - الصناعية والتحكم).
- تقنية الحاسب الآلي (برمجيات – شبكات – وسائط متعددة).
- التقنية الميكانيكية (محركات ومركبات).
- تقنية المساحة المدنية (تخصص مدني - عمارة - مساحة).

## وصلات خارجية
- الموقع الإلكتروني للمؤسسة العامة للتدريب التقني والمهني.